# Diecezja Maracay
Diecezja Maracay (łac. Dioecesis Maracayensis) – diecezja Kościoła rzymskokatolickiego w Wenezueli. Należy do archidiecezji Valencia en Venezuela. Została erygowana 21 czerwca 1958 roku przez papieża Piusa XII  mocą konstytucji apostolskiej Qui Supremi Pontificatus.

## Ordynariusze
- José Alí Lebrun Moratinos (1958 - 1962)
- Feliciano González Ascanio (1962 - 1986)
- José Vicente Henriquez Andueza SDB (1987 - 2003)
- Reinaldo del Prette Lissot (2003 - 2007)
- Rafael Ramón Conde Alfonzo (2008 - 2019)
- Enrique José Parravano Marino (od 2019)